# Circus (албум на Бритни Спиърс)
Circus е шестият студиен албум на американската певица Бритни Спиърс. Излиза на 28 ноември 2008. Албумът печели позитивни отзиви от критиката. Circus дебютира под номер едно в Билборд 200, заема челни позиции в Канада, Швейцария и Русия и става 15-ият най-добре продаван албум за 2008 година.
Първият сингъл от албума, „Womanizer“, става световен хит, заема челни места в десет страни, също и в Билборд Хот 100 в САЩ. Вторият сингъл, „Circus“, дебютира под номер три в Америка и влиза в топ десет на седем страни по света. Следващите сингли са „If You Seek Amy“ и „Radar“.
Спиърс промотира албума със серия от концерти на живо, част от нейното първо световно турне от пет години насам „The Circus starring: Britney Spears“.

## Списък на песни

### Оригинален траклист
1. Womanizer – 3:44
2. Circus – 3:12
3. Out from Under – 3:53
4. Kill the Lights – 3:59
5. Shattered Glass – 2:52
6. If U Seek Amy – 3:36
7. Unusual You – 4:21
8. Blur – 3:08
9. Mmm Papi – 3:22
10. Mannequin – 4:06
11. Lace and Leather – 2:50
12. My Baby – 3:21
13. Radar (бонус) – 3:48

### Немско и Мексиканско iTunes Store, Spotify и Musicload издание
1. Rock Boy – 3:23

### Делукс издание
1. Rock Me In – 3:17
2. Phonography – 3:35

### Британско и Японско делукс издание
1. Amnesia – 3:56

### Френско Amazon Music делукс издание
1. Trouble – 3:34

### Избрани европейски територии iTunes Store делукс издание
1. Quicksand – 4:05

### Делукс издание (DVD)
1. Правене на албума – 9:34
2. Womanizer (Director's Cut) (видеоклип) – 3:54
3. Фото галерия

## Сингли
- Womanizer
- Circus
- If U Seek Amy
- Radar